# Włosóweczka robaczkowata
Włosóweczka robaczkowata (Calathella eruciformis (P. Micheli ex Batsch) D.A. Reid) – gatunek grzybów z rodziny twardzioszkowatych (Marasmiaceae).

## Systematyka i nazewnictwo
Pozycja w klasyfikacji według Index Fungorum: Calathella, Marasmiaceae, Agaricales, Agaricomycetidae, Agaricomycetes, Agaricomycotina, Basidiomycota, Fungi.
Po raz pierwszy opisali go w 1783 r. Pier Antonio Micheli i August Johann Georg Karl Batsch, nadając mu nazwę Peziza eruciformis. W 1964 r. Derek Agutter Reid przeniósł go do rodzaju Calathella. Niektóre inne synonimy:
- Flagelloscypha eruciformis (P. Micheli ex Batsch) Singer 1969
- Lachnella eruciformis (P. Micheli ex Batsch) W.B. Cooke 1961

Nazwę polską podaje internetowy atlas grzybów (dla synonimu Flagelloscypha eruciformis). Jest niespójna z aktualną nazwą naukową.

## Morfologia
Owocnik
Grzyb cyfelloidalny. Owocniki zwykle występują w grupach, często są szeroko rozrzucone po podłożu, czasami skupione w małe, gęste kolonie w wyniku proliferacji pojedynczych owocników. Mają dość twardą konsystencję, wymiary 0,4–2 × 0,4–1,2 mm i zróżnicowany kształt od prawie rurkowatych lub wąsko lejkowatych do dzwonkowatych lub małżowinowych ze zwężoną podstawą i podwiniętym brzegiem po wyschnięciu. Na zewnętrznej stronie i na brzegu są drobno owłosione długimi i sztywnymi włoskami, u młodych okazów białymi, nu starszych ochrowobrązowymi, szarobrązowymi do szarych. Czasami są z zewnątrz zielonkawe wskutek pokrycia glonami. Hymenofor i hymenium wyściełające głęboką jamę, sięgającą niemal do podstawy owocnika, mają kolor od jasnokremowego do brudnokremowego.
Cechy mikroskopowe
System strzępkowy monomityczny. Włoski cylindryczne, z tępym lub zwężającym się wierzchołkiem, do 320 × 3–6 µm, kręte, spiralnie zwinięte, grubościenne, kruche, na początku bezbarwne, ale u starszych okazów brązowiejące ku podstawie, cienkie lub grubo inkrustowane na całej długości lub nagie, u podstawy ze sprzążką, czasami wtórnie septowane, wiele z nich jest dekstrynoidalne, o dość wąskim, choć wyraźnym świetle, z wyjątkiem wierzchołka. Kontekst zwarty, składający się z cienkościennych strzępek ze sprzążkami. Bazydiospory (5,2)6,9–8,5(10,7), 7,8 ± 0,7 × (2,4)2,5–3(3,5) µm, Q = 2,1–3,6, o kształcie od wąskoelipsoidalnego, prawie cylindrycznego, cylindrycznego do prawie alantoidalnego, cienkościenne, gładkie, nieamyloidalne. Podstawki 8,4–24,6 × 2,7–6,6 µm, z dwoma lub czterema sterygmami, zgrubiałe do zwężonych, ze sprzążkami u podstawy. Cystyd brak.

## Występowanie i siedlisko
Występuje w Ameryce Północnej, Środkowej, Południowej i Europie. Ma szeroki zasięg, ale nigdzie nie jest częsty. W Polsce po raz pierwszy stanowiska tego gatunku podano w 2019 r. w kilku miejscach w Wigierskim Parku Narodowym na martwych, nasłonecznionych gałęziach w obrębie koron żywych topoli osik.
Nadrzewny grzyb saprotroficzny występujący głównie na różnych gatunkach topoli (Populus), czasami także na innych drzewach.